# Gelochelidon nilotica
La pagaza piconegra (Gelochelidon nilotica) es un ave de la familia Laridae que se puede encontrar en todos los continentes menos la Antártida. Anteriormente era denominada Sterna nilotica (Bridge et al., 2005), pero actualmente se encuentra incluida en su propio género.

## Descripción
Es bastante grande y robusta, tiene una longitud corporal incluida la cola de 35 - 38 cm y una envergadura alar de 100 - 115 cm, su tamaño y apariencia general es similar al charrán patinegro, del que se diferencia por su pico que es semejante al de las gaviotas, además sus alas son más anchas y sus patas más largas. Su cola es corta, 14 cm, y poco ahorquillada.

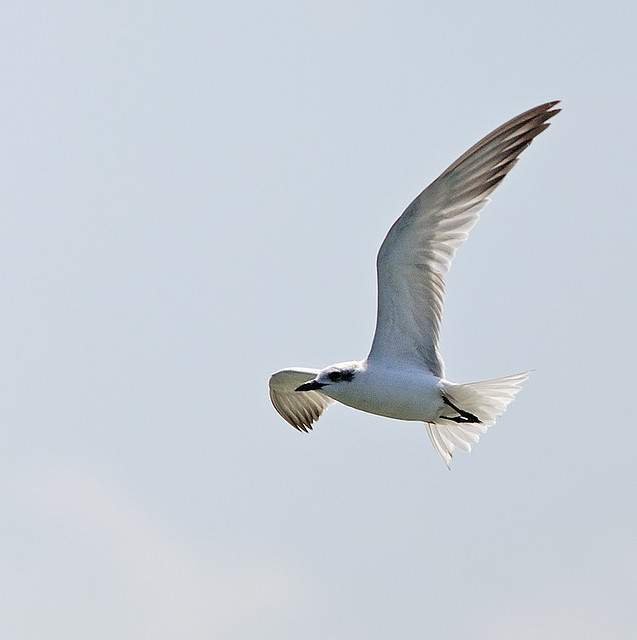
Adulto con plumaje de invierno en la India.

Los adultos en verano tienen las zonas superiores de color gris, las zonas inferiores blancas y la mitad superior de la cabeza negra como su pico y patas. En invierno desaparece el casquete negro quedando una banda negra que atraviesa los ojos como en el charrán de Forster o la gaviota cabecinegra. Los juveniles de pagaza piconegra presentan una máscara difusa que les asemeja al aspecto de los adultos en invierno pero presentan marcas oscuras en las terciarias. Los juveniles del charrán patinegro tienen el pico corto por lo que pueden ser confundidos con pagazas piconegras.

## Distribución y hábitat
Cría en las zonas templadas del planeta: el sur de Europa (además de una pequeña población aislada en Alemania y Dinamarca), Asia, Norteamérica, Sudamérica oriental y Australia. Los individuos de todas las poblaciones se dispersan tras la época de apareamiento, pero las que crían en el norte son más migratorias y viajan para pasar el invierno en el sur, en África, el Caribe, el norte de Sudamérica, el sur de Asia y Nueva Zelanda. La pagaza piconegra es una de las especies afectadas por el Acuerdo para la Conservación de aves acuáticas migratorias afro-eurasiáticas (AEWA).
Vive en los lagos tanto de agua dulce como salobre y en las riberas de los ríos. Fuera de la época de cría también frecuenta las marismas y estuarios.

## Subespecies

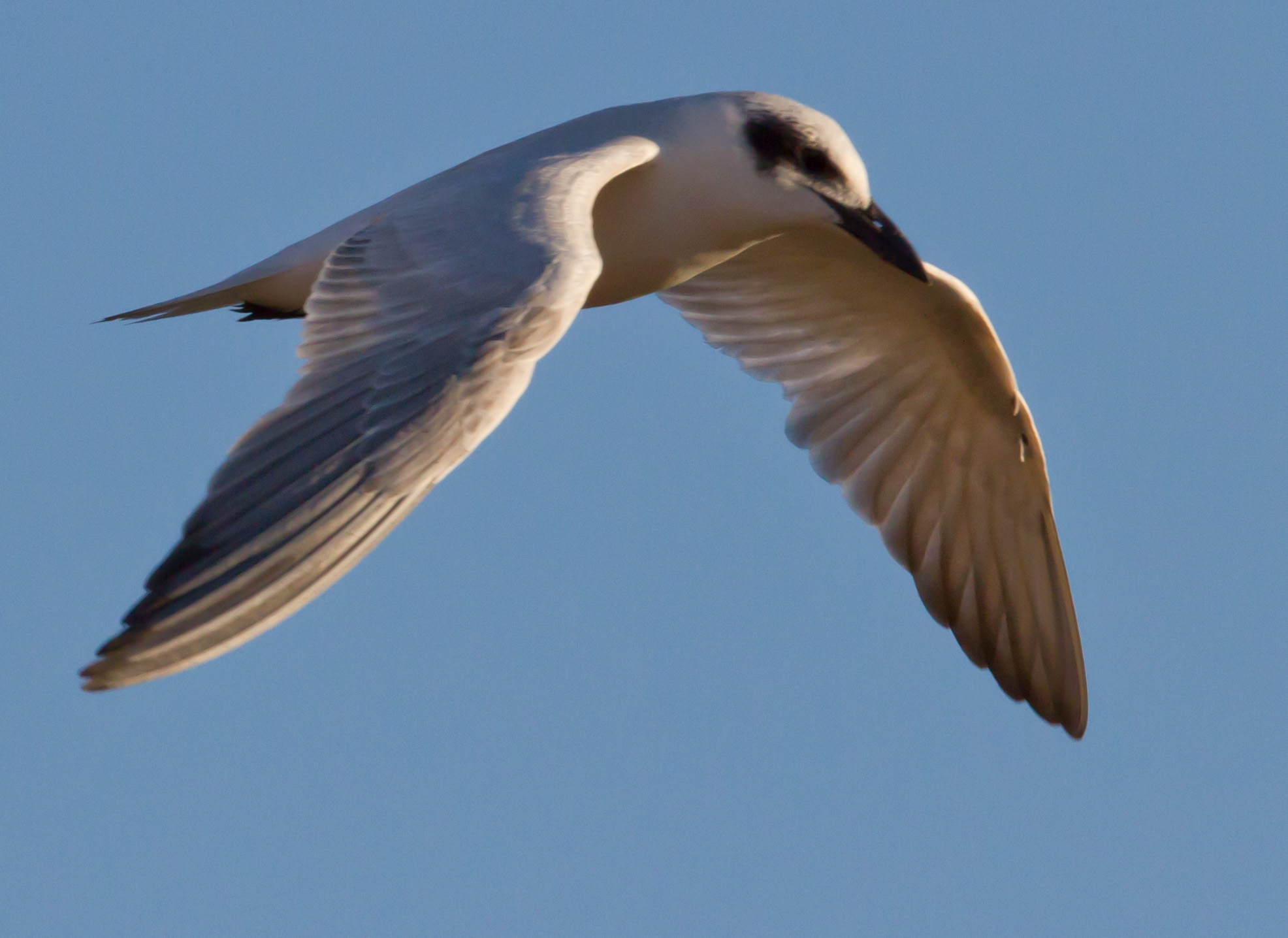
Juvenil de primer año, distinguible por el borde de sus alas oscuro.

Con una distribución tan amplia se reconecen en la pagaza piconega varias subespecies locales, que se diferencian principalmente en el tamaño y en detalles menores del plumaje:
- Gelochelidon nilotica addenda (Mathews, 1912)
- Gelochelidon nilotica affinis (Horsefield, 1821)
- Gelochelidon nilotica aranea (A. Wilson, 1814)
- Gelochelidon nilotica groenvoldi (Mathews, 1912)
- Gelochelidon nilotica macrotarsa (Gould, 1837)
- Gelochelidon nilotica nilotica (J. F. Gmelin, 1789)
- Gelochelidon nilotica vanrossemi (Bancroft, 1929)

## Biología

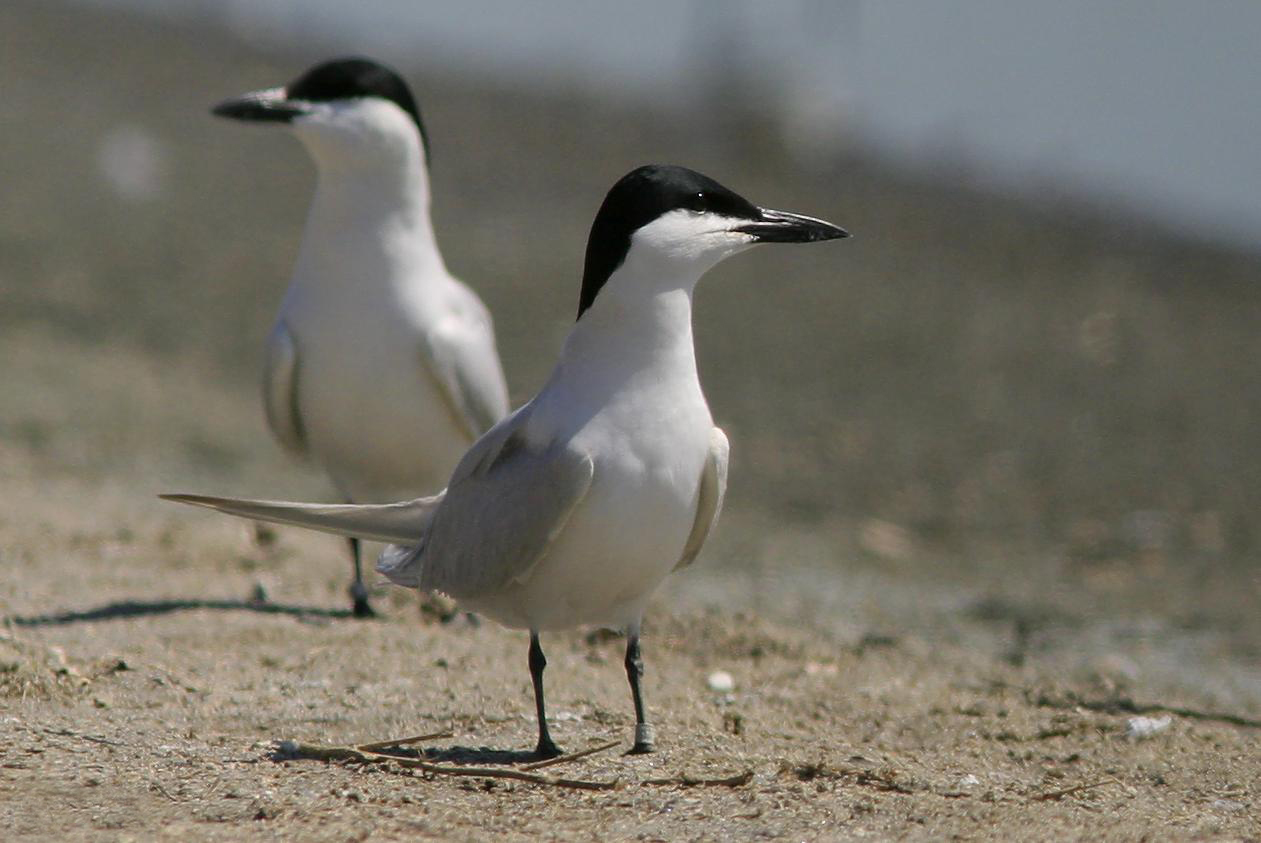
Subespecies Gelochelidon nilotica vanrossemi, San Diego, California.

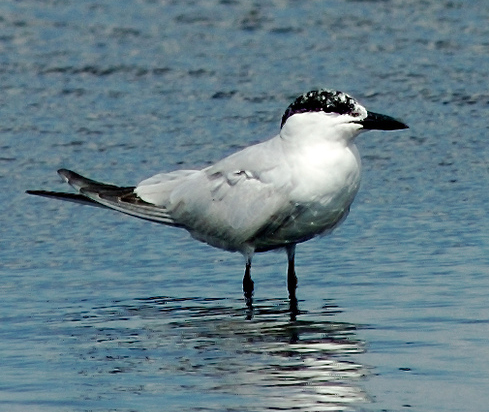
Inmaduro con su plumaje reproductivo casi completo.

Es un estérnido singular y aunque en su apariencia física se asemeja más a los charranes, sus hábitos alimenticios son más parecidos a los de los fumareles. La pagaza piconegra no se zambulle en picado para pescar como los charranes, sino que se alimenta cazando insectos al vuelo, pescando en la superficie del agua y rebuscando en los campos húmedos para atrapar anfibios, pequeños mamíferos y otros pequeños animales.

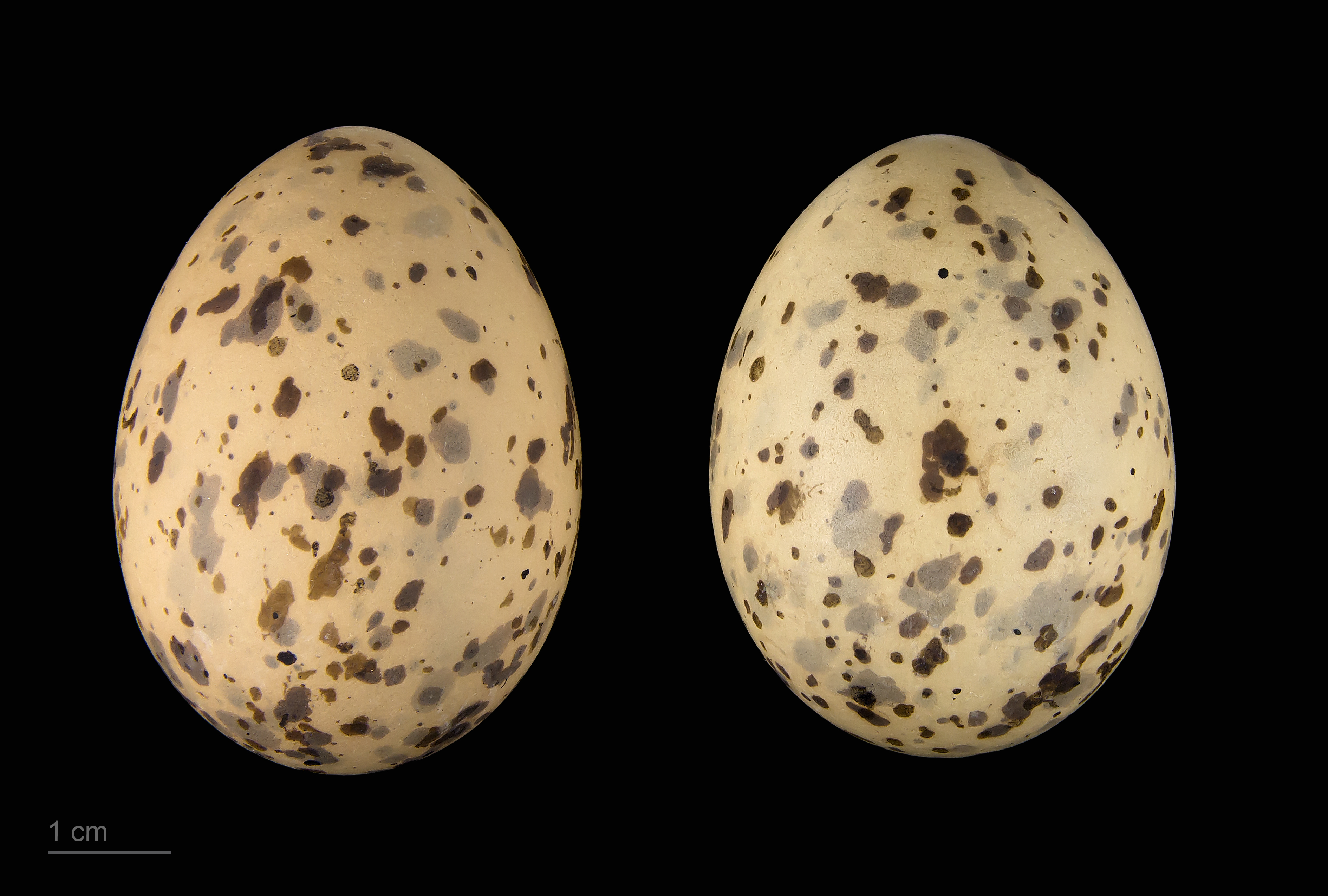
Gelochelidon nilotica - MHNT

Esta especie cría en colonias junto a lagos, pantanos y costas. Anida en el suelo en un rudimentario nido y pone de dos a cinco huevos. La incubación, en la que intervienen ambos progenitores, dura 22 días y los pollos tardan de 4-5 semanas en volar.